# Lomanella atrolutea
Espèce
Lomanella atrolutea est une espèce d'opilions laniatores de la famille des Lomanellidae.

## Distribution
Cette espèce est endémique de Tasmanie en Australie. Elle se rencontre dans l'Ouest de l'île.

## Description
Le mâle syntype mesure 4 mm.
Les mâles mesurent de 3,45 à 3,80 mm de long et de 2,13 à 2,45 mm de large et la femelle 3,69 mm de long et 2,27 mm de large.

## Systématique et taxinomie
Cette espèce a été décrite par Roewer en 1915.

## Publication originale
- Roewer, 1915 : « Die Familie der Triaenonychidae der Opiliones - Laniatores. » Archiv für Naturgeschichte, sér. A, vol. 80, no 12, p. 61–168 (texte intégral).